# Minnie the Moocher (película)
Minnie the Moocher (Minnie la vagabunda), es un corto de dibujos animados de 1932 cuyo personaje principal es Betty Boop. Fue producido por los estudios Fleischer y distribuido por Paramount Pictures.
La película «se convirtió en una obra maestra de la animación norteamericana.» En 1994, el historiador de la animación Jerry Beck publicó un libro en 
que aparecía una lista con los cortos animados más votados por mil personas relacionadas con el mundo de la animación (The 50 Greatest Cartoons), ocupando Minnie the Moocher el vigésimo puesto.

## Trama
El corto empieza con una escena en imagen real de Cab Calloway y su orquesta, quienes interpretan el tema instrumental "Prohibition blue". Después, vemos a Betty Boop siendo reñida por sus padres por no querer comerse la cena. Se marcha disgustada del comedor y, entre llantos, canta "They Always Pick on Me" ("Siempre se meten conmigo", 1911). Decide marcharse de casa, así que deja una nota de justificación a sus padres y llama por teléfono a su novio, Bimbo, con quien se fuga. 
Al anochecer, asustados, se guarecen en una cueva. Allí, una morsa se les aparece cantando "Minnie the Moocher", con voz de Cab Calloway. El baile con que la morsa acompaña la canción está hecho con el rotoscopio sobre unas imágenes reales del propio Cab Calloway. Diversos personajes (esqueletos, fantasmas, etc.) acompañan dicha interpretación. 
Betty Boop y Bimbo huyen aterrorizados de la cueva, y perseguidos por tan fantasmagóricas apariciones vuelven a casa, mientras suena la interpretación del tema instrumental "Vine Street Blues".